# Canthocamptus coreensis
Canthocamptus coreensis is een eenoogkreeftjessoort uit de familie van de Canthocamptidae. De wetenschappelijke naam van de soort is voor het eerst geldig gepubliceerd in 2002 door Chang.